# リボニア (ミシガン州)
リボニア（英: Livonia）は、アメリカ合衆国ミシガン州ロウアー半島の、ウェイン郡北西部に位置する都市である。人口は9万4958人（2014年推計）。デトロイト都市圏に属しており、デトロイト市中心街の北西約24km、デトロイト市境からは僅か3kmであり、同市との間にはレッドフォード郡区が入っている。自動車専用道で都市圏に接続され、多くは1950年代と1960年代に建設された伝統的な街並みが並ぶ大型郊外部である。

## 歴史
リボニアとなった地域には先ずニューイングランドとニューヨークからのパイオニアが入植し、1835年3月17日、ミシガン準州議会の法により、リボニア郡区の境界が確定した。リボニアの名前の起源は現在ではエストニアとラトビアにあるバルト海沿岸のリヴォニアという地域名から採られており、そこから多くの移民がアメリカ合衆国にわたって来て、既にニューヨーク州やペンシルベニア州にリボニアという町を作っていた。それらの土地の開拓者が、町の名前と共に移って来ていた。
リボニアが郡区であった時代には、多くの小さな町が存在していた。それらのうちの1つが「エルムウッド」であり、当初は「マッキンリーズ・ステーション」と呼ばれていた。デトロイト・ランシング・アンド・ノーザン鉄道の停車駅もあった。1853年から1906年まで、郵便局が運営されていた。1899年から1902年まで「ギルテッジ」と名付けられた郡区にも郵便局があった。
リボニアは1950年5月23日、郡区住民の投票によって市としての法人化が認められた。ミシガン州では唯一の競馬場だったデトロイト・レースコースからの税収が、その重大な動機だった。競馬場は1998年に閉鎖された。
これまで6人のアメリカ合衆国大統領がリボニア市を訪れたことがある。すなわち、リチャード・ニクソン、ジェラルド・フォード、ロナルド・レーガン、ジョージ・H・W・ブッシュ、ビル・クリントン、ジョージ・W・ブッシュの各大統領である。

## 経済
リボニアは、その学校、カレッジ、教会、公園、レクリエーション・センター、図書館、さらにセントメアリー・マーシー病院に加え、商業地域や工業地域もあり、レストランや小売店が並ぶ。74店舗が入店する大型のファッションモールであるローレルパーク・プレースは1989年に6マイル道路とニューバーグ道路に面して建設された。旗艦店としては、カーソンズとボンマウアが入っている。
以前には他にも2つのモールがあったが、いずれも解体された。ワンダーランド・モールが1959年に開店した最初のものであり、2003年に閉鎖された。ワンダーランド・ビレッジと呼ばれる開発で置き換えられ、ウォルマートやターゲット・コーポレーションが入っている。リボニア・モールは1964年にその北に建設された。2008年にやはり閉鎖された後にリボニア・マーケットプレースとして再開発され、第2のウォルマート、シアーズやコールズがはいっている。その他にも大型郊外店がローレルパーク・プレースの近くにある。
リボニアには、リボニア・ホッケー協会がある。これはミシガン州では最大のアマチュア・ホッケー協会であり、リボニア・ナイツが州選手権で2回優勝してきた。他にはリボニア・サッカー・クラブもあり、会員は1,300人と州内でも最大級のサッカー同好会である。市内にはエバンゲリカル長老派教会がある。

### 主要な雇用主と企業
| - A123・システムズ - オーリー・ベイカリーズ - CBS/Fox ビデオ、1985年–1988年、20世紀フォックス系列 - コメリカ銀行 - フォード・モーター - ゼネラルモーターズ - ハーバード・ドラッグ・グループ - リボニア公共教育学区 | - マドンナ大学 - マッキソン・ファーマシューティカルズ - NYX, Inc. - ペット・サプライズ・プラス - ラウシュ・インダストリーズ - スクールクラフト・カレッジ - シアーズ・ローバック & Co. | - セントメアリー・マーシー病院 - テクニカラー・ビデオ・サービシーズ - タワー・インターナショナル - TRW オートモーティブ - ユナイテッド・パーセル・サービス - バラシス |

## 教育

### 高等教育機関

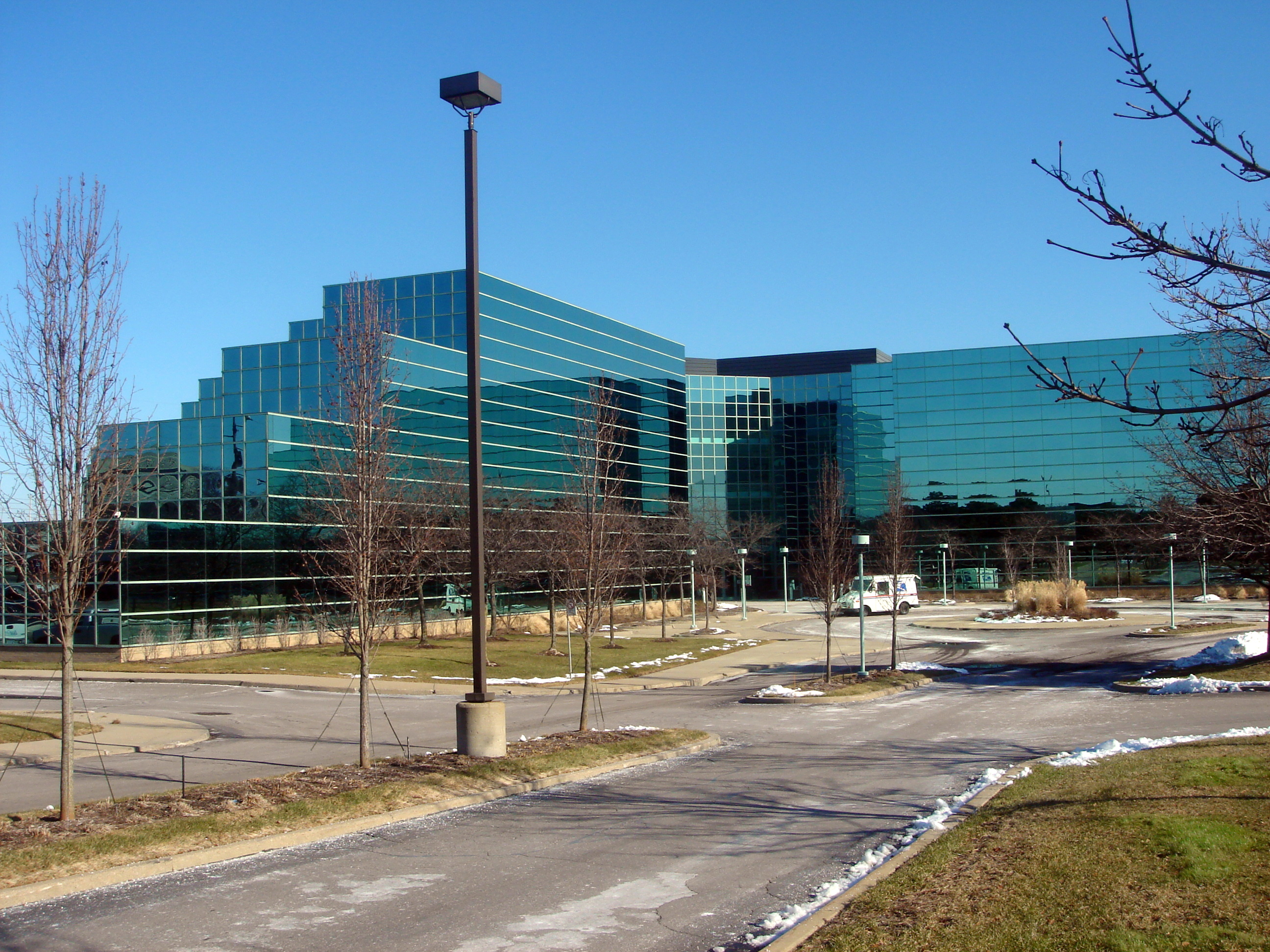
東ミシガン大学継続学習センター、

リボニアには種々私立と高率のカレッジや大学がある。例えばマドンナ大学、スクールクラフト・カレッジ、フェニックス大学の小さなキャンパス、東ミシガン大学継続学習センターがある。一番新しいのは2008年9月26日に開学したダベンポート大学のキャンパスである。

### 初等中等教育

#### 公立学校

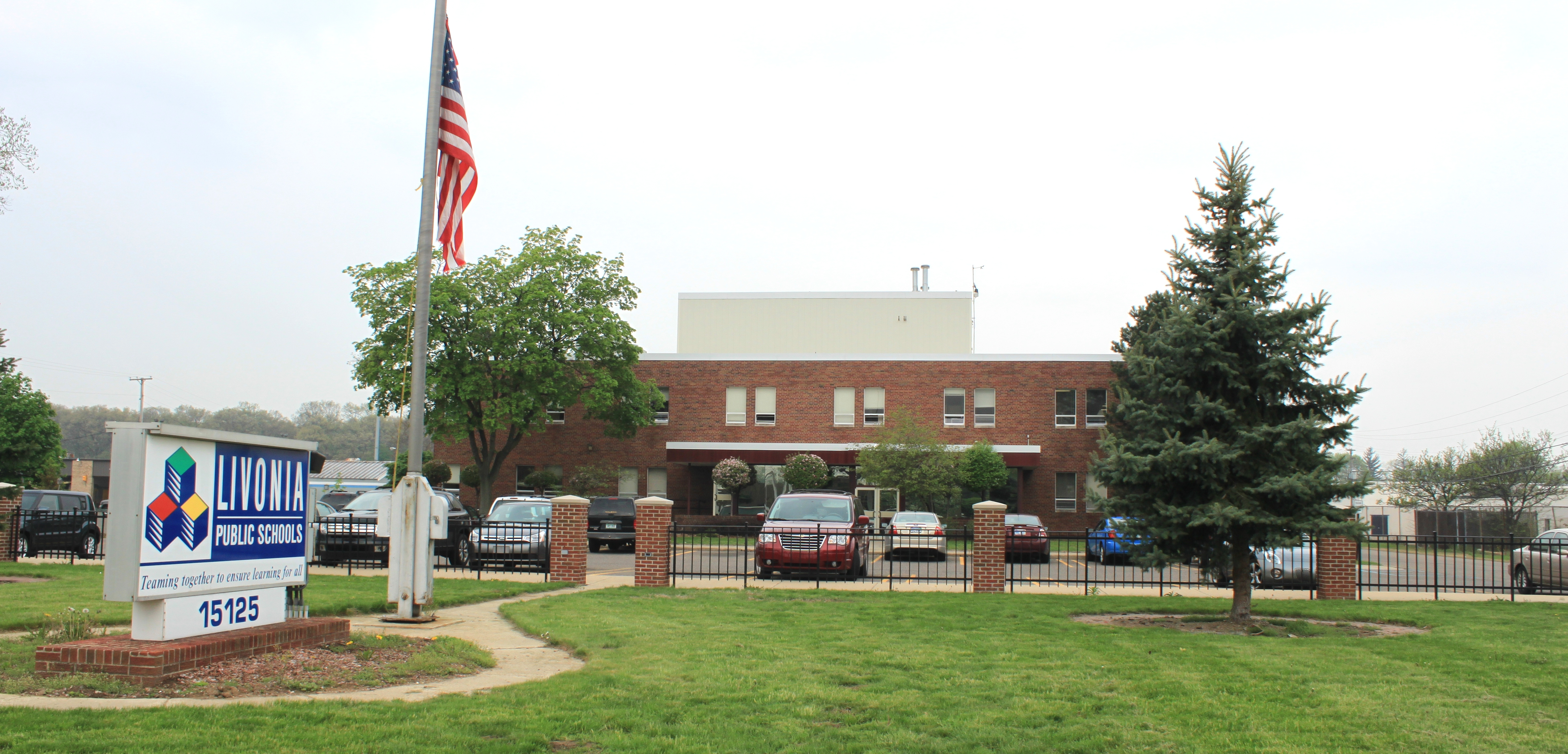
リボニア公共教育学区管理部

リボニア市の大半の公共教育は、リボニア公共教育学区が管轄しており、早期児童教育センター2か所、小学校13校、上級小学校4校、中学校3校、高校3校が含まれている。この学区はウェストランドの一部からも生徒を受け入れている。リボニア市北東部はクラレンスビル教育学区に入っている。
リボニア市には高校が5校あり、そのうち公立校はフランクリン、ウィンストン・チャーチル、アドレイ・E・スティーブンソン（以上3校がリボニア公共教育学区）、クラレンスビル（クラレンスビル教育学区）の4校である。私立高校はレディウッド高校であり、フェリシアン・シスターズが運営するカトリック系女子校である。この地区で最初に建設されたベントリー高校は1985年に閉校となった。
リボニア公共教育学区の各高校は異なる教育課程を提供している。アドレイ・E・スティーブンソン高校は、世界における生徒の役割に焦点を当てて、生徒の英語と社会学習を組み合わせたオルタナティブ教育のモデルとなるグローバル・エデュケーション学校である。チャーチル高校は数学・科学・コンピュータのプログラムと創造的芸術と演技芸術のプログラムがある。フランクリン高校は選別された生徒に国際バカロレア教育を行っている。
フロスト中学校には、学術的に才能ある者への教育プログラムとして中学校オルタナティブ教育クラスがある。公立で幼稚園から6年生を教えるウェブスター小学校にも学術的に才能ある者への教育プログラムとしてオルタナティブ教育クラスがある。多くの放課後プログラムもある。また障害のある児童のための特殊学級もある。2008年、当初のウェブスター小学校が放火のために焼失し、近くにあるタイラー小学校に移った。
- クラレンスビル教育学区[12]
- リボニア公共教育学区[13]（リボニア公共教育学区はウェストランド市にも一部入っている）
- アカデミー・オブ・ウェストランド・チャータースクール（ウェストランドにあるが、リボニアの生徒を受け入れている）[14]
- ウォーレン・デール・チャーター・アカデミー（デトロイト市にあるが、リボニアの生徒を受け入れている）[15]
- CAPA（チャーチル高校の芸能プログラム）[16]
- MSC（チャーチル高校の学術的に才能がある者のための数学・科学・コンピュータ課程、年間30人の生徒と12人のオルタネイトのみを受け入れている）

ひのきインターナショナルスクールは、日本語英語2方向融合のチャーター小学校であり、以前はリボニアにあった。当初は南東ミシガン日米学校、JASSEMと名付けられていた。2010年9月にリボニア公共教育学区が承認したチャータースクールとして開校した。2014年まで元テイラー小学校に入っていたが、学区が独自の二言語融合教育校（にじいろ小学校、 日本語マグネットスクール）をそこに開校したので、移転を強いられた。

#### 私立学校
リボニアとその周辺には、カトリックやルーテル教会に付設する多くの教区学校がある。
- レディウッド高校
- セントエディス、セントジェネビエブ、セントミカエル各カトリック小学校
- セントポールズ・ルーテル学校は、幼稚園前から8年生を教える小学校であり、ウィスコンシン・エバンゲリカル・シノドの系列である[20]

### 公共図書館
リボニア公共図書館の体系には、市民センター図書館、アルフレッド・ノーブル図書館、カール・サンドバーグ図書館、ベスト・ポケット図書館が含まれている。

## 地理
アメリカ合衆国国勢調査局に拠れば、市域全面積は35.86平方マイル (92.88 km2)であり、このうち陸地35.70平方マイル (92.46 km2)、水域は0.16平方マイル (0.41 km2)で水域率は0.45%である。

## 交通
リボニアではデトロイト交通省が限定的なバス便を運行している。
2012年、全米モータリスト協会が、北アメリカで「最悪のスピード違反都市」について世論調査結果を公表した。リボにはそのワースト2位だった。

## 政治
リボニア市はアメリカ合衆国下院のミシガン州第11選挙区に入っている。州議会上院では第7選挙区に入っている。また下院ではほとんど市域が第19選挙区に入り、南東の一部のみが第11選挙区に入っている。州議会下院第11選挙区を除き、共和党員を選出している。

## 人口動態
2010年アメリカン・コミュニティ・サーベイに拠れば、リボニア市世帯当たり収入の中央値は65,391米ドル、家庭当たり収入の中央値は77,119米ドルだった。男性の収入は62,701ドル、女性は42,083ドル、一人当たり収入は29,536ドルだった。貧困率では、家族の5.4%、人口の7.8%が貧困線以下だった。18歳以下では15.6%、65歳以上では3.8%が貧困線以下だった。
1985年までに、また2005年時点で、キリスト教徒パレスチナ系アメリカ人の集団が住んでおり、その多くは小規模から中規模の事業を経営している。パレスチナ自治区のラマッラーの出身である。
リボニアには少なからず中東系の住民が住んでおり、その多くはアラブ系でレバーント地方の出身である。主にシリア、ヨルダン、パレスチナ、レバノン出身であり、キリスト教徒である。セントメアリーズ・アンティオキアン正教会などアラブ人社会の教会もある。1960年代後半に移って来て、それ以来着実に成長してきた。

### 2010年国勢調査
以下は2010年の国勢調査による人口統計データである。
| 基礎データ - 人口: 96,942 人 - 世帯数: 38,714 世帯 - 家族数: 26,856 家族 - 人口密度: 1,048.5人/km2（2,715.5 人/mi2） - 住居数: 40,401 軒 - 住居密度: 437.0軒/km2（1,131.7 軒/mi2） 人種別人口構成 - 白人: 92.0% - アフリカン・アメリカン: 3.4% - ネイティブ・アメリカン: 0.2% - アジア人: 2.5% - その他の人種: 0.4% - 混血: 1.4% - ヒスパニック・ラテン系: 2.5% | 年齢別人口構成 - 18歳未満: 20.8% - 18-24歳: 7.6% - 25-44歳: 22.2% - 45-64歳: 31.5% - 65歳以上: 17.7% - 年齢の中央値: 45歳 - 性比（女性100人あたり男性の人口） - 総人口: 93.4 世帯と家族（対世帯数） - 18歳未満の子供がいる: 29.1% - 結婚・同居している夫婦: 55.9% - 未婚・離婚・死別女性が世帯主: 9.7% - 非家族世帯: 30.6% - 単身世帯: 26.7% - 65歳以上の老人1人暮らし: 13.1% - 平均構成人数 - 世帯: 2.47人 - 家族: 3.01人 |

### 2000年国勢調査
以下は2000年の国勢調査による人口統計データである。
| 基礎データ - 人口: 100,545 人 - 世帯数: 38,089 世帯 - 家族数: 28,071 家族 - 人口密度: 1,086.8人/km2（2,815.0 人/mi2） - 住居数: 38,658 軒 - 住居密度: 417.9軒/km2（1,082.3 軒/mi2） 人種別人口構成 - 白人: 95.45% - アフリカン・アメリカン: 0.95% - ネイティブ・アメリカン: 0.22% - アジア人: 1.94% - 太平洋諸島系: 0.01% - その他の人種: 0.32% - 混血: 1.11% - ヒスパニック・ラテン系: 1.72% 先祖による構成 - ポーランド系：16.3% - ドイツ系：15.9% - アイルランド系：11.2% - イタリア系：8.6% - イギリス系：8.5% | 年齢別人口構成 - 18歳未満: 23.8% - 18-24歳: 6.3% - 25-44歳: 28.7% - 45-64歳: 24.3% - 65歳以上: 16.9% - 年齢の中央値: 40歳 - 性比（女性100人あたり男性の人口） - 総人口: 94.0 - 18歳以上: 90.8 世帯と家族（対世帯数） - 18歳未満の子供がいる: 32.5% - 結婚・同居している夫婦: 62.8% - 未婚・離婚・死別女性が世帯主: 8.0% - 非家族世帯: 26.3% - 単身世帯: 22.9% - 65歳以上の老人1人暮らし: 11.1% - 平均構成人数 - 世帯: 2.59人 - 家族: 3.07人 | 収入と家計 - 収入の中央値 - 世帯: 48,222米ドル - 家族: 54,392米ドル - 性別 - 男性: 45,226米ドル - 女性: 29,234米ドル - 人口1人あたり収入: 22,829米ドル - 貧困線以下 - 対人口: 6.1% - 対家族数: 4.4% - 18歳未満: 8.5% - 65歳以上: 4.7% |

2000年時点で、アメリカ国内の人口10万人以上の都市の中では、リボニアが非ヒスパニック系白人の比率が最も高かった。

## メディア
デトロイト都市圏の新聞として「デトロイト・フリー・プレス」と「デトロイト・ニューズ」を購読できる。
新聞の「ビトウィーン・ザ・ラインズ」とウェブ新聞の「プライドソース」はプライド・ソース・メディア・グループが発行しており、リボニアに本社がある。1995年の開設である。

## 著名な出身者
- アルフレッド・ノーブル（1844年 - 1914年） - 土木工学者
- ジュディ・グリア（1975年 - ）、女優
- チャーリー・ヘイガー（1983年 - ）、メジャーリーグベースボール選手、シカゴ・ホワイトソックス他

## ギャラリー

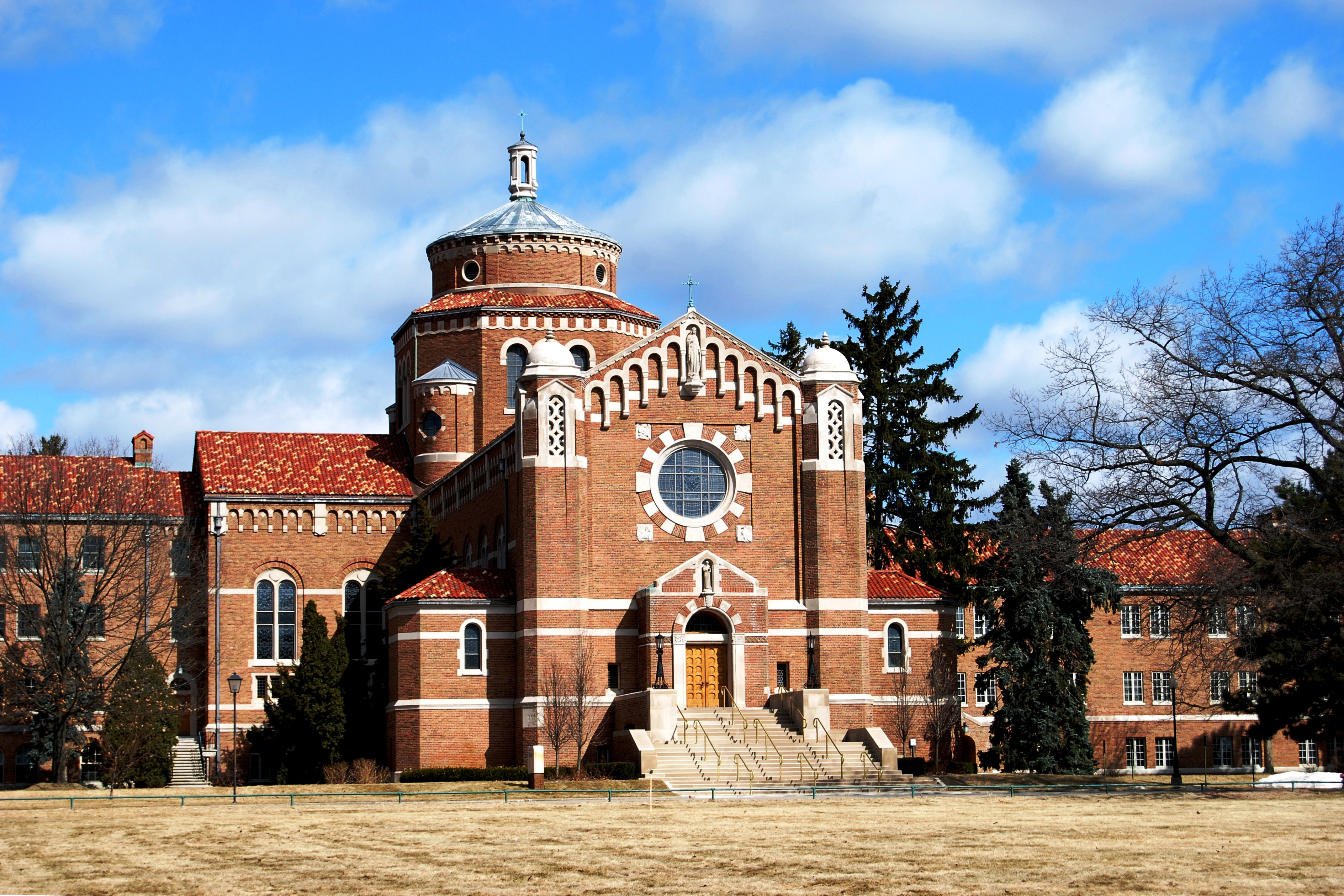
フェリシアン・シスターズの礼拝堂（1961年） - 建築彫刻はコラド・パルドゥッチ
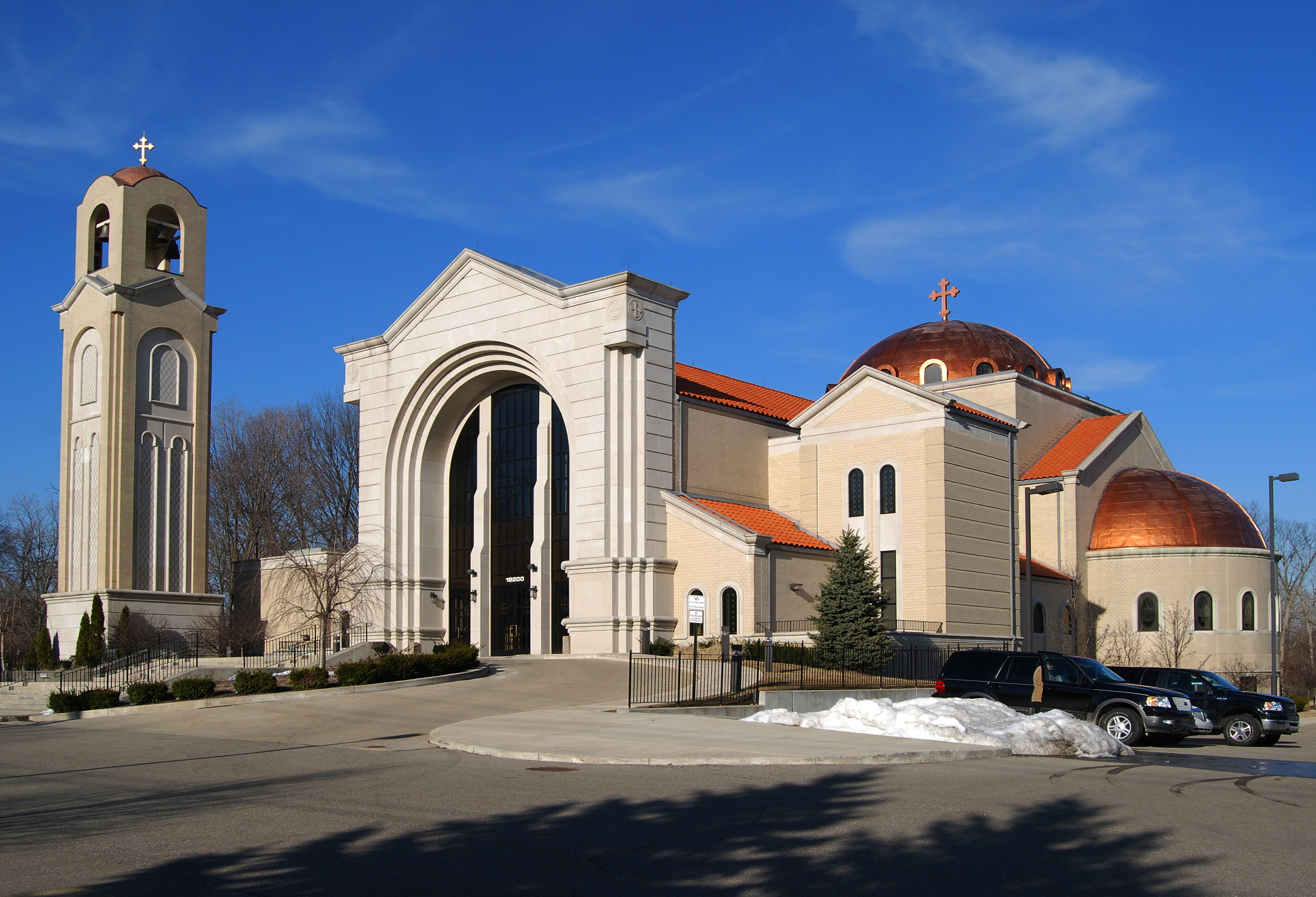
セントメアリーズ・アンティオキアンキリスト教正教会
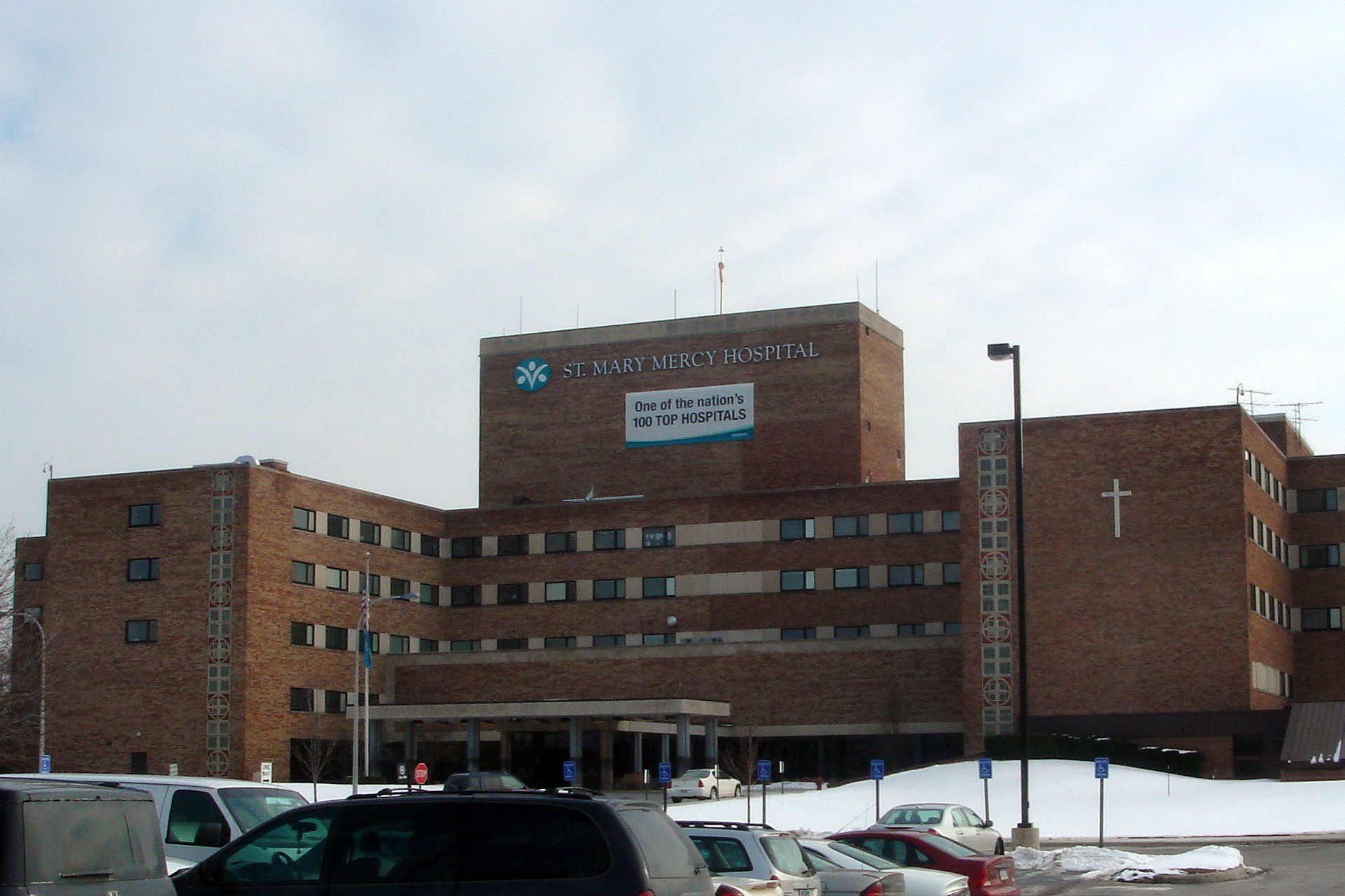
セントメアリー・マーシー病院
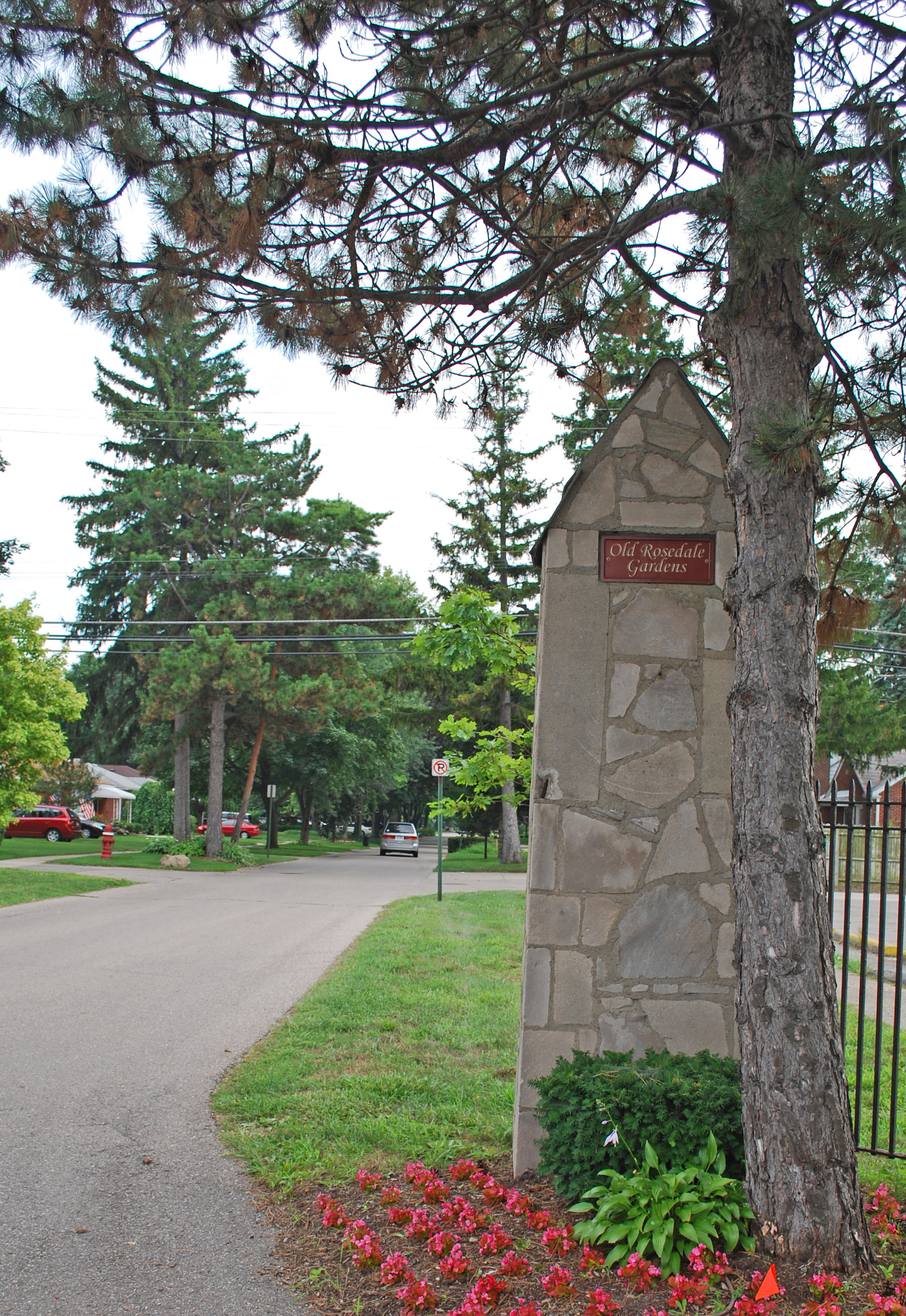
ローズデール庭園歴史地区のバーウィックとプリマスの地区への入口
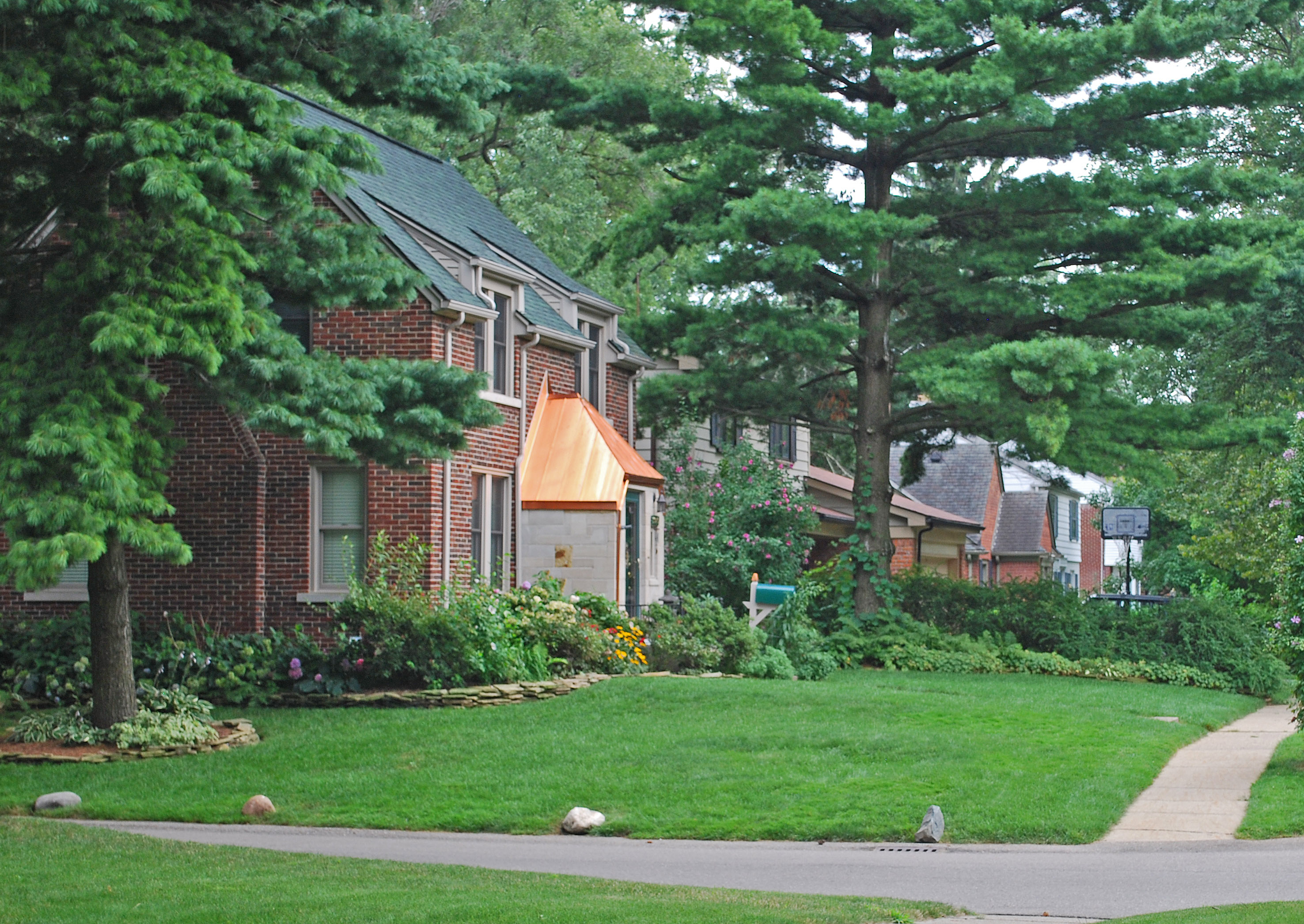
ローズデール庭園歴史地区のオーバーデールの通り
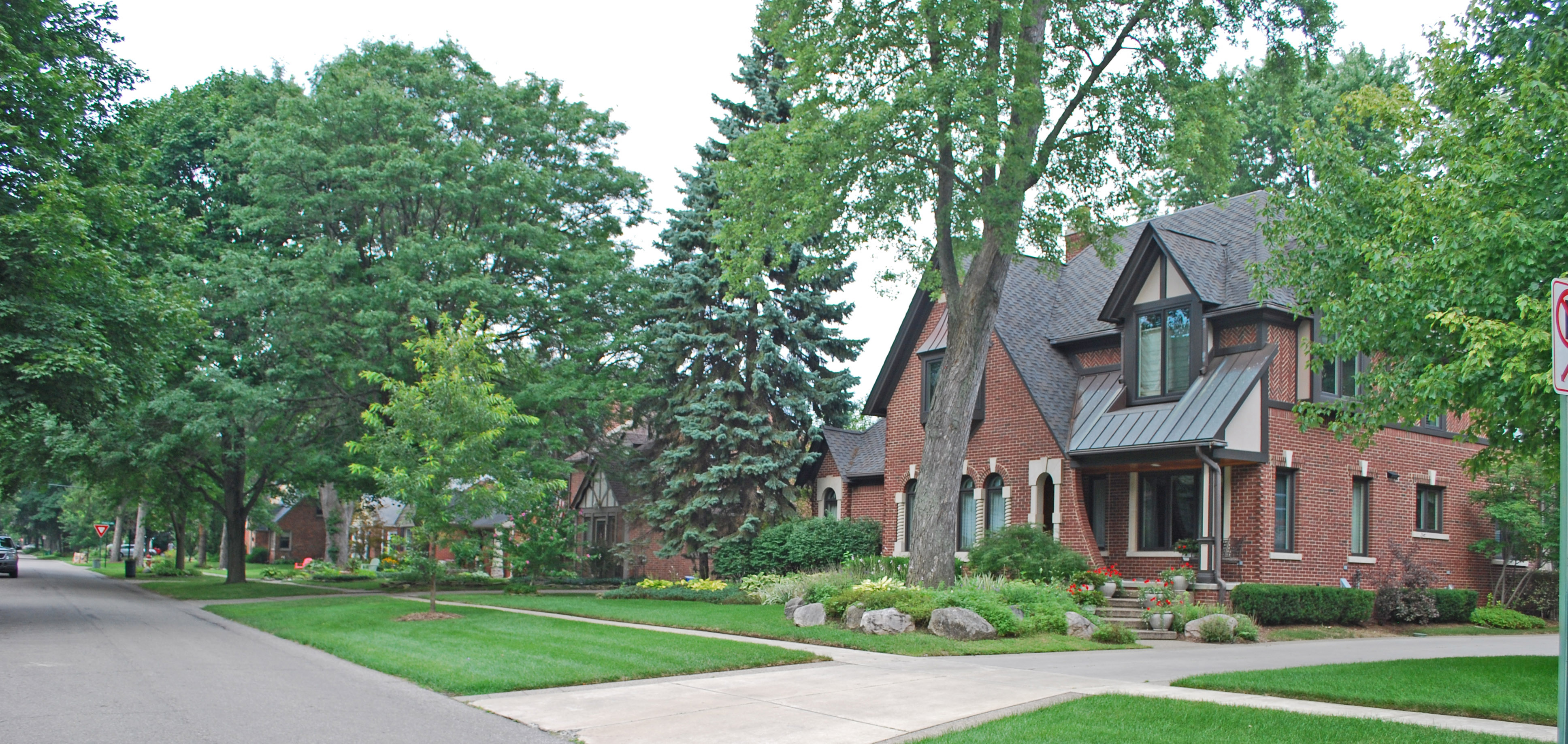
ローズデール庭園歴史地区のオーバーデールの通り
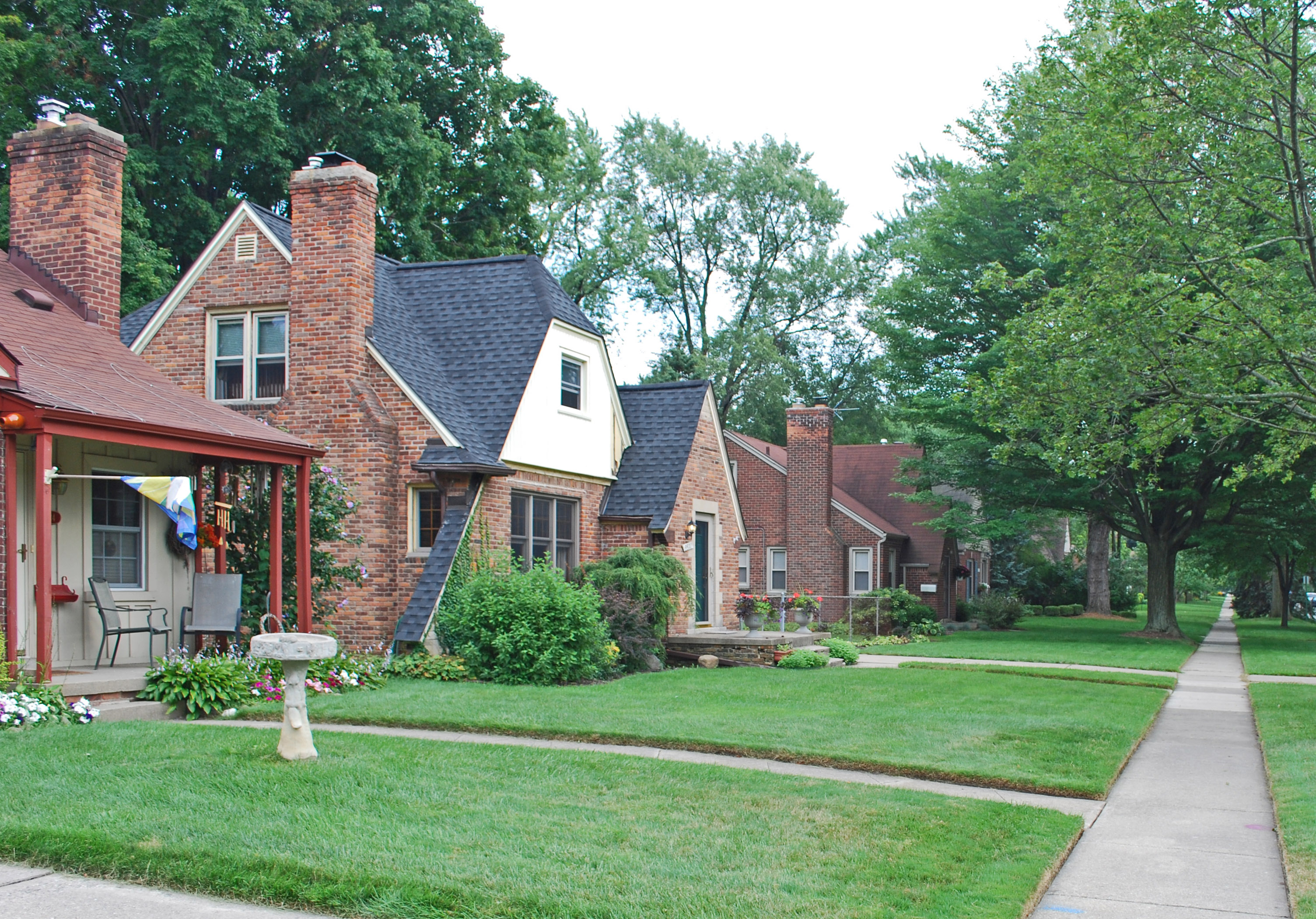
ローズデール庭園歴史地区
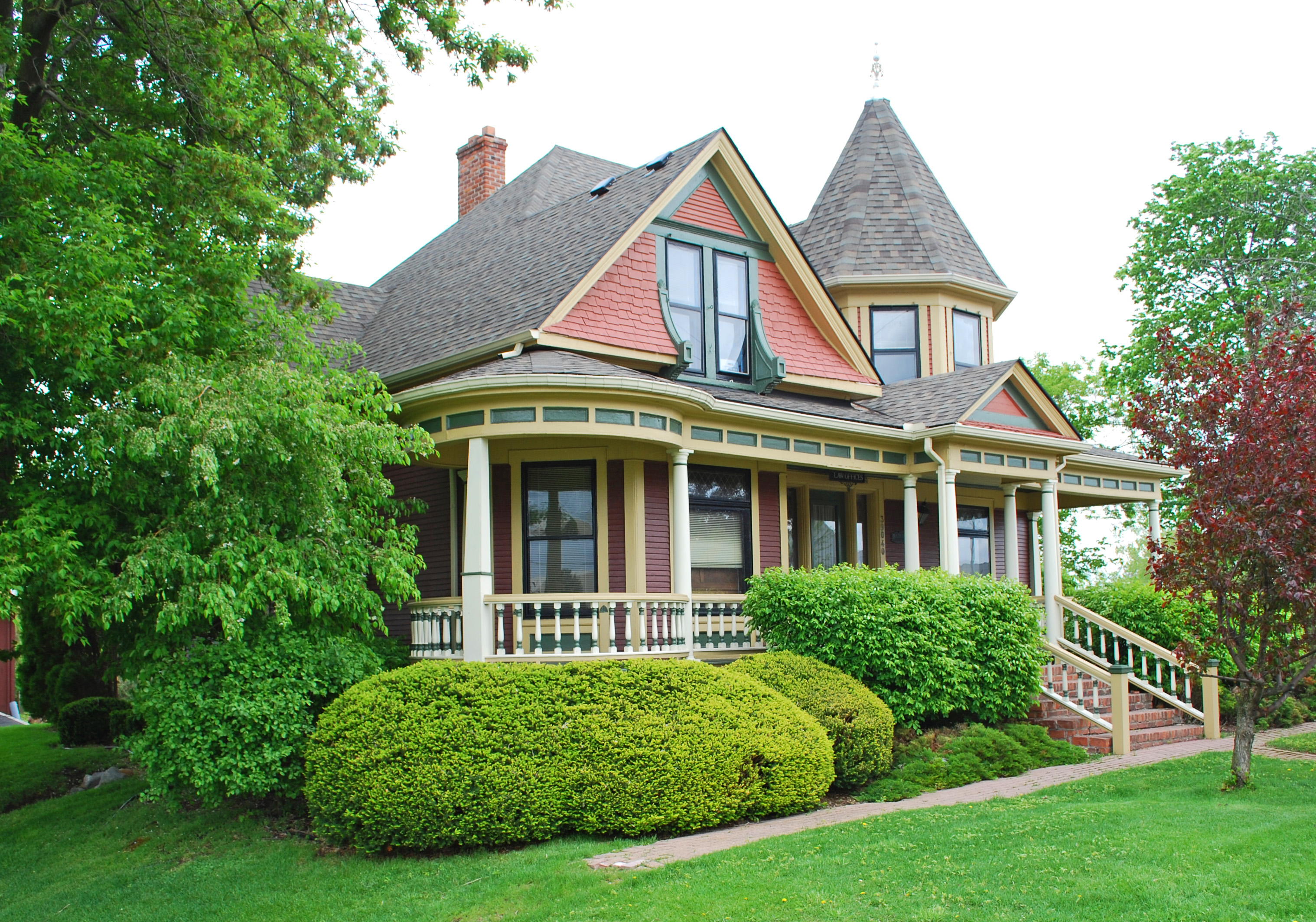
オーソン・エバリット邸史跡